# The Notorious Landlady
The Notorious Landlady is een Amerikaanse misdaadkomedie uit 1962, geregisseerd door Richard Quine. De hoofdrollen werden vertolkt door Kim Novak, Jack Lemmon en Fred Astaire. In Nederland werd de film uitgebracht onder de titel Op kamers bij "die" vrouw.

## Verhaal
De jonge Amerikaanse diplomaat William (Bill) Gridley huurt in Londen kamers bij de mooie Carlyle Hardwicke. Hij wordt dadelijk verliefd op haar, niet wetende dat veel mensen haar verdenken van de moord op haar man Miles Hardwicke, die spoorloos is verdwenen. Wanneer zijn baas, ambassadeur Franklyn Ambruster, hem over deze geruchten inlicht, weigert Gridley die te geloven, en om haar onschuld te bewijzen zegt hij aan Scotland Yard zijn volledige medewerking toe. Aanvankelijk loopt alles goed, maar dan beginnen de problemen zich op te hopen...

## Rolverdeling
| Acteur          | Personage                            | Beschrijving           |
| --------------- | ------------------------------------ | ---------------------- |
| Kim Novak       | Carlyle Hardwicke                    |                        |
| Jack Lemmon     | William Gridley                      | Amerikaans diplomaat   |
| Fred Astaire    | Franklyn Ambruster                   | Amerikaans ambassadeur |
| Lionel Jeffries | Inspector Oliphant van Scotland Yard |                        |
| Estelle Winwood | Mrs. Dunhill                         | een buurvrouw          |